# Patrick Péron
Patrick Péron (surnommé Pat Péron), né le 3 janvier 1957 à Brest, est un pianiste français. Il effectue parfois un travail d'ingénieur du son en studio d'enregistrement. Il joue beaucoup de musiques bretonne et celtique aux claviers, pour Dan Ar Braz notamment, en dérivant vers le jazz avec Jacques Pellen par exemple ou les musiques du monde avec Taÿfa puis Jean-Luc Roudaut.

## Biographie
Après avoir accompagné de nombreux artistes de variété entre autres Hervé Vilard pendant onze ans, Pat Péron fut le pianiste de « Unlimited Blues Time », un groupe qui fit de nombreuses tournées ainsi que plusieurs CD. Il a ensuite tourné avec les jazzmen Bruno Nevez et Jacques Pellen avant de fonder le groupe Taÿfa en 1993, avec quatre anciens membres du groupe Penfleps. Il s’oriente un peu plus tard vers la musique bretonne en tant que pianiste de Dan Ar Braz et de Jean-Luc Roudaut, avec qui il collabore depuis la fin des années 1990. Avec eux, il a enregistré de nombreux albums et tourné à travers la Bretagne et la France.
Il assure également de multiples sessions de studio avec de nombreux artistes et accompagne ponctuellement des chanteurs bretons comme Yvon Etienne (Tréteaux chantants), Manu Lann Huel ou plusieurs formations jazz, notamment Obadia Jazz Quartet.

## Discographie

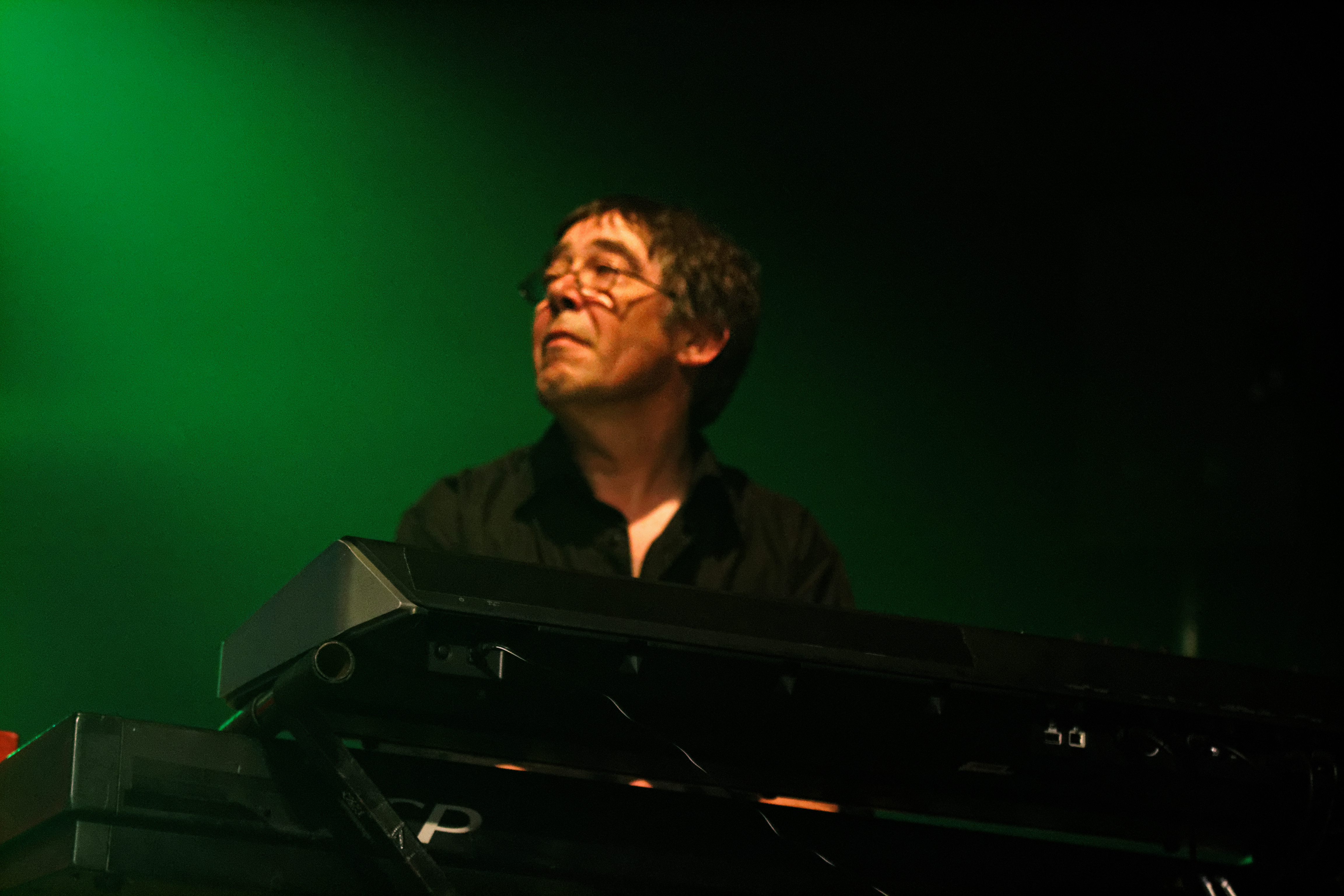
Concert avec Dan Ar Braz et le Bagad Kemper au festival de Cornouaille 2013.

- 1981 : Quelle Sourprisse! - F.L.V.M. (single)
- 1982 : Morning Blues - F.L.V.M.
- 1983 : Shadows And... Storms - RCA
- 1994: Kalimba - Jean Luc Roudaut
- 1997 : L.U.V. - Tym Skilbeck (orgue Hammond)
- 1998 : Stered Aour - Ffran May et Jean-Luc Roudaut (arrangeur, ingénieur, mixage, piano, programmation)
- 1999 : Les mouettes ont pied... - Dreyan (clavier, direction musicale)
- 2001 : La mémoire des volets blancs - Dan Ar Braz (claviers)
- 2002 : Made in Breizh - Dan Ar Braz (claviers)
- 2002 : Un souffle pour la vie : concert collectif contre la mucoviscidose (claviers)
- 2003 : Ephemera - Jacques Pellen (ingénieur, claviers, orgue Hammond, synthétiseur)
- 2006 : Liviou ar bed - Jean-Luc Roudaut (claviers, arrangements)
- 2006 : Chansons pour demain - Jean-Luc Roudaut (claviers)
- 2007 : Cinq petits singes - Jean-Luc Roudaut (claviers, arrangements)
- 2007 : Les perches du Nil - Dan Ar Braz (claviers, pré-production, réalisation, programmation)
- 2007 : Mon pigeon voyageur / Ma Dube pellnijer, poésie musicale - Patrick Arduen (claviers)
- 2009 :  Ménéham, d'île en île, vol. 3 (au profit de la SNSM de Molène) - Jean-Luc Roudaut
- 2009 : Jabadao - Jean-Luc Roudaut (claviers)
- 2010 : Le chant des tam-tams - Jean-Luc Roudaut (claviers, arrangements)
- 2011 : La compil des p'tits matelots - Jean-Luc Roudaut (claviers)
- 2011 : Shorewards - Jacques Pellen & Offshore
- 2012 : Les aventures de Kintou - Jean-Luc Roudaut (claviers, arrangements)
- 2012 : Tost Ha Pell - Annie Ebrel et Lors Jouin
- 2013 : Le Voyage Astral - Frédéric Guichen (orgue, piano Rhodes)
- 2013 : Came from - Loig Troël
- 2021 : Standing on the shore - Jacques Pellen & Offshore

### Arrangeur ou ingénieur du son
- 1988 : Nuits bluesy - Patrick Cany (prise de son, mixage, orgue Hammond)
- 1999 : Cosmopolite - Patrick Cany (orgue et enregistrement)
- 1989 : Tredan - Sonerien Du
- 1998 : Samedi soir en Bretagne - Fest Noz
- 2001 : Vent d'Ouest
- 2003 : À toi et ceux - Dan Ar Bras (pré-production)
- 2004 : Ephéméra - Jacques Pellen
- 2008 : Playground - UV Jets
- 2010 : Roc'h - Dom DufF (mixage et piano)
- 2010 : Qelemewa - Badume's Band (mixage)
- 2012 : An dre nevez - Eric Liorzou et Thomas Bocher
- 2014 : Célébration d'un héritage - Dan Ar Braz (claviers et mixage)
- 2015 : Cornouailles Soundtrack - Dan Ar Braz (claviers et mixage)
- 2016 : Sentinelles - Laurent Gourvez